# ألبرت شارب
ألبرت شارب (بالإنجليزية: Albert Sharpe)‏ هو ممثل أيرلندي، ولد في 15 أبريل 1885 ببلفاست في المملكة المتحدة، وتوفي بنفس المكان في 13 فبراير 1970.

## أعمال

### أفلام
- (1948) لوحة جيني

## وصلات خارجية
- ألبرت شارب على موقع IMDb (الإنجليزية)
- ألبرت شارب على موقع ألو سيني (الفرنسية)
- ألبرت شارب على موقع أول موفي (الإنجليزية)
- ألبرت شارب على موقع قاعدة بيانات برودواي على الإنترنت (الإنجليزية)
- ألبرت شارب على موقع قاعدة بيانات الأفلام السويدية (السويدية)
- ألبرت شارب على موقع إن إن دي بي (الإنجليزية)
- ألبرت شارب على موقع قاعدة بيانات الفيلم (الإنجليزية)